# Anthanassa alethes
Anthanassa alethes är en fjärilsart som beskrevs av Bates 1864. Anthanassa alethes ingår i släktet Anthanassa och familjen praktfjärilar. Inga underarter finns listade i Catalogue of Life.